# Marc R. Soto
Marc Rodríguez Soto (Santander, 17 de febrero de 1976) es un escritor español. Sus relatos han sido publicados en revistas españolas y estadounidenses, fanzines y e-zines, así como antologías colectivas de relatos de terror.

## Antologías
- Aquelarre. Antología del cuento de terror español actual. Cuentos de Alfredo Álamo, Matías Candeira, Santiago Eximeno, Cristina Fernández Cubas, David Jasso, José María Latorre, Alberto López Aroca, Lorenzo Luengo, Ángel Olgoso, Félix Palma, Pilar Pedraza, Juan José Plans, Miguel Puente, Marc R. Soto, Norberto Luis Romero, Care Santos, José Carlos Somoza, José María Tamparillas, David Torres, José Miguel Vilar-Bou y Marian Womack. Salto de Página, Madrid, 2010; edición de Antonio Rómar y Pablo Mazo Agüero). ISBN 978-84-15065-02-9

## Premios
- 2012 - Finalista de los Premios Hache 2011 en la categoría de Mejor Libro de Relatos por Largas noches de lluvia
- 2009 - Ganador del IV Premio Xatafi-Cyberdark de la Crítica de Literatura Fantástica al mejor relato publicado en 2008 por Mosquitos
- 2009 - Finalista del IV Premio Xatafi-Cyberdark de la Crítica de Literatura Fantástica al mejor libro publicado en 2008 por El hombre divergente
- 2009 - Finalista del premio Ignotus a la mejor antología por El hombre divergente
- 2009 - Finalista del premio Ignotus a la mejor novela corta por Mosquitos
- 2009 - Finalista del premio Ignotus al mejor cuento por El hombre divergente
- 2007 - Finalista del Premio "Cosecha Eñe" por Todo Muere
- 2005 - Ganador del III Premio Jóvenes Talentos Booket por Regreso al bosque.
- 2004 - Finalista del Premio Max Aub por Sueño de nieve y barro.
- 2004 - Ganador del Premio Lituma de Cuento por Consuelo en la luna.
- 2002 - Ganador del Certamen de Narración Breve "Agustín Gómez-Arcos" por Los muertos no caminan.
- 2002 - Ganador del XXI Certamen Literario "José Hierro" por La foto que faltaba.